# Krümmel kärnkraftverk
Krümmel kärnkraftverk är ett kärnkraftverk i Geesthacht i Schleswig-Holstein, Tyskland. Kärnkraftverket togs i produktion 1983 och ägs till 50% av Vattenfall och 50% av E.ON, dock är det Vattenfall som är produktionsansvarig. I slutet av mars 2011 beslöt samtliga politiska partier i Schleswig-Holstein att kärnkraftverket Krümmel borde stängas för gott och den 30 maj 2011 tillkännagav den tyska regeringen att Krümmel inte skulle driftsättas igen. Beslutet beror på avvecklingen av de tyska kärnkraftverken som har samband med Fukushima-olyckan 2011.

## Bilder

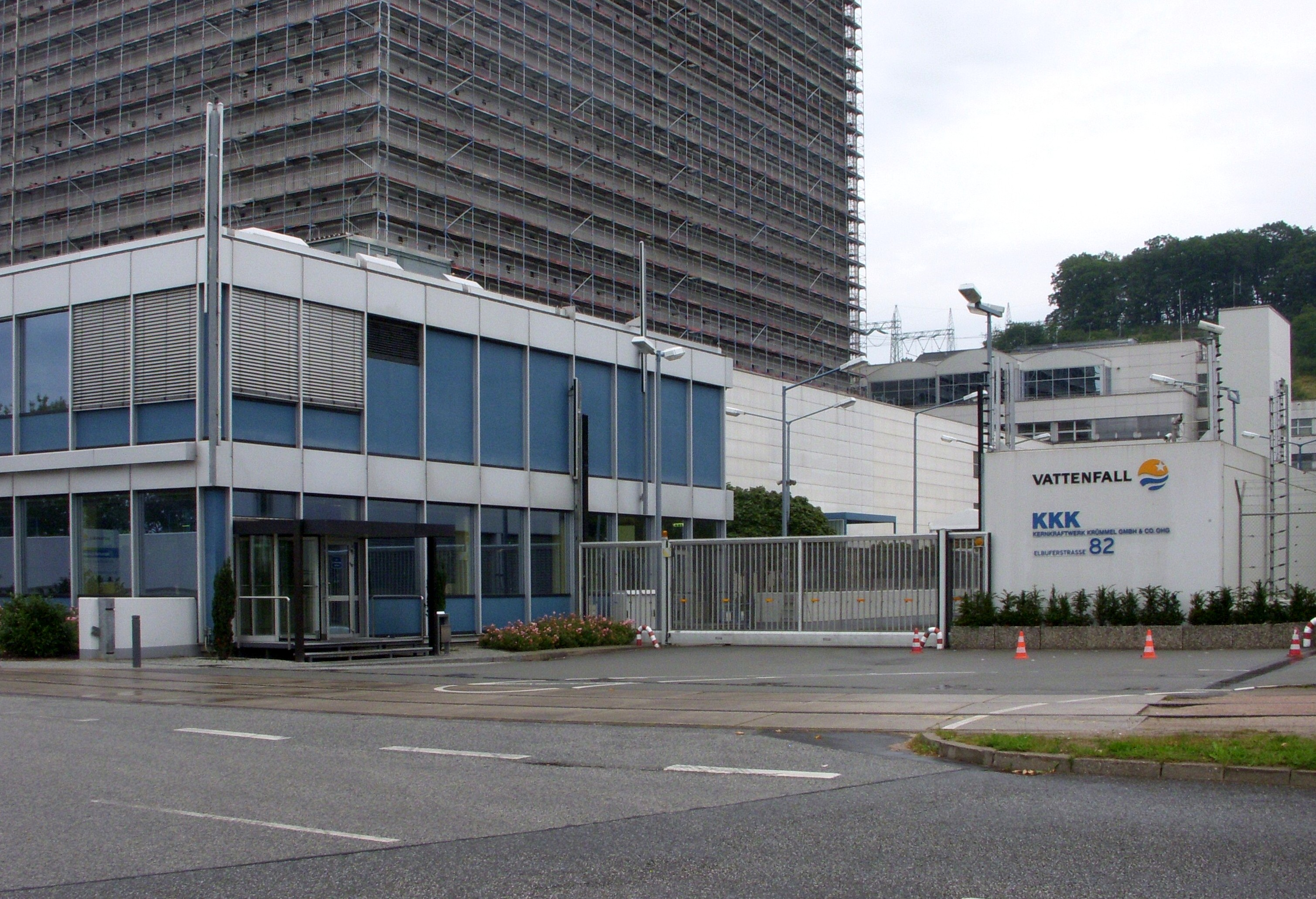
Entréområdet
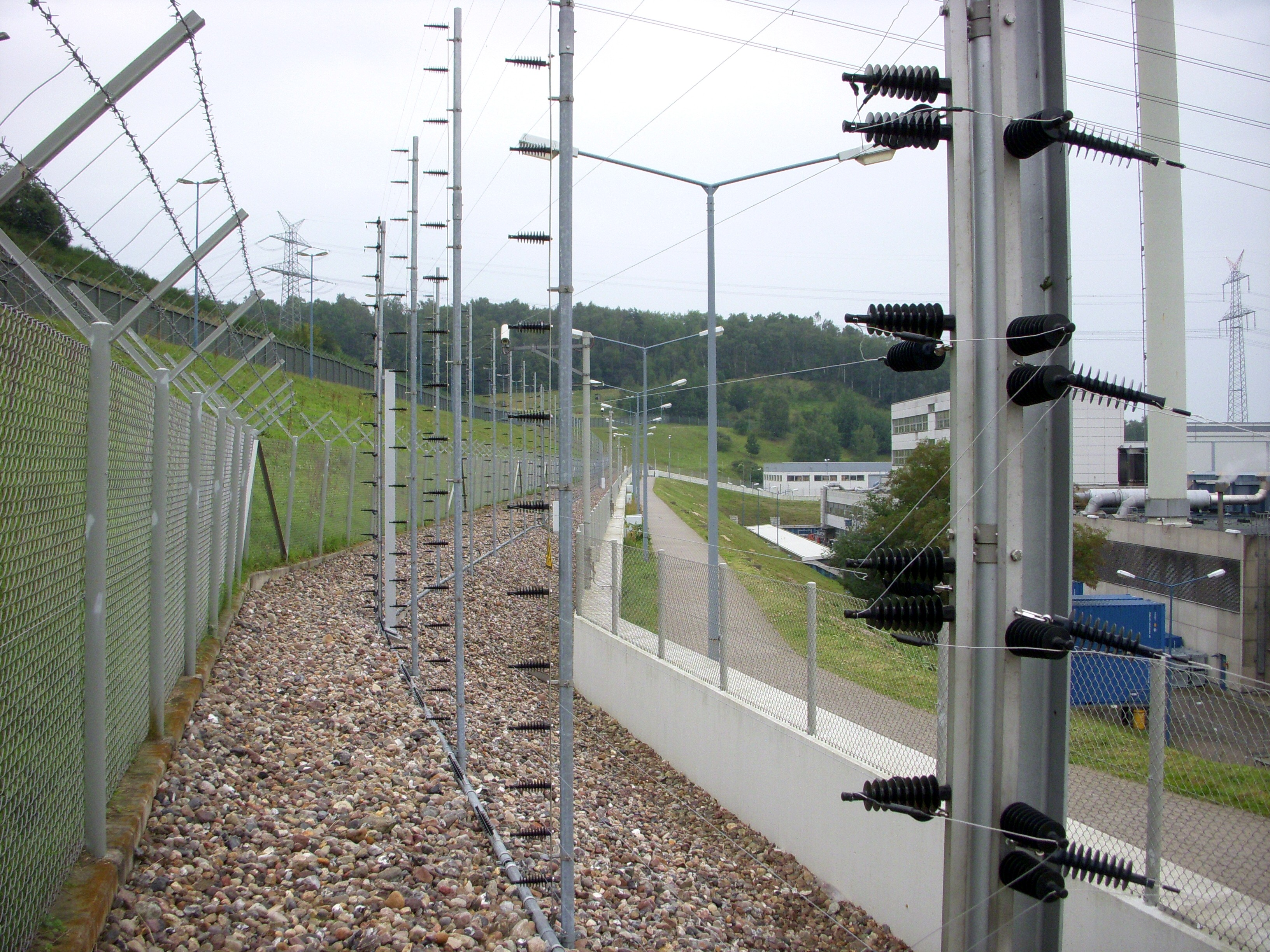
Säkerhetsstaketet
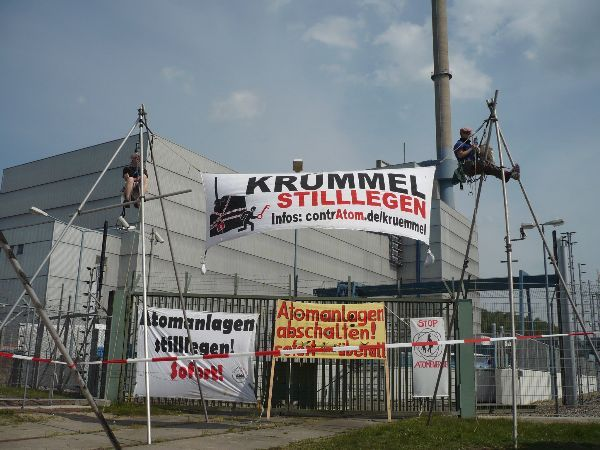
Demonstrationer